# سن ویسنته
سن ویسنته (به لاتین: San Vicente, Palawan) یک شهر در فیلیپین است که در پالاوان واقع شده‌است.

## خصوصیات
سن ویسنته ۱٬۴۶۲٫۹۴ کیلومترمربع مساحت و ۳۰٬۹۱۹ نفر جمعیت دارد.

## نگارخانه

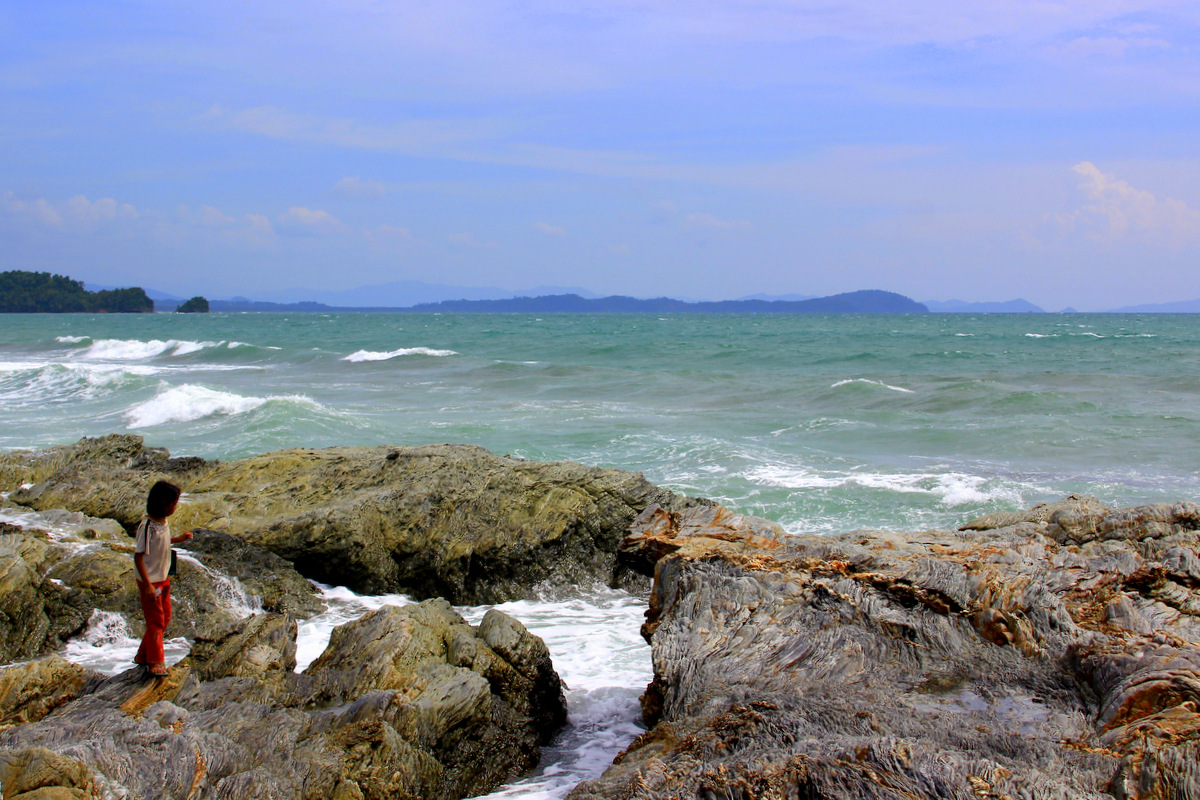
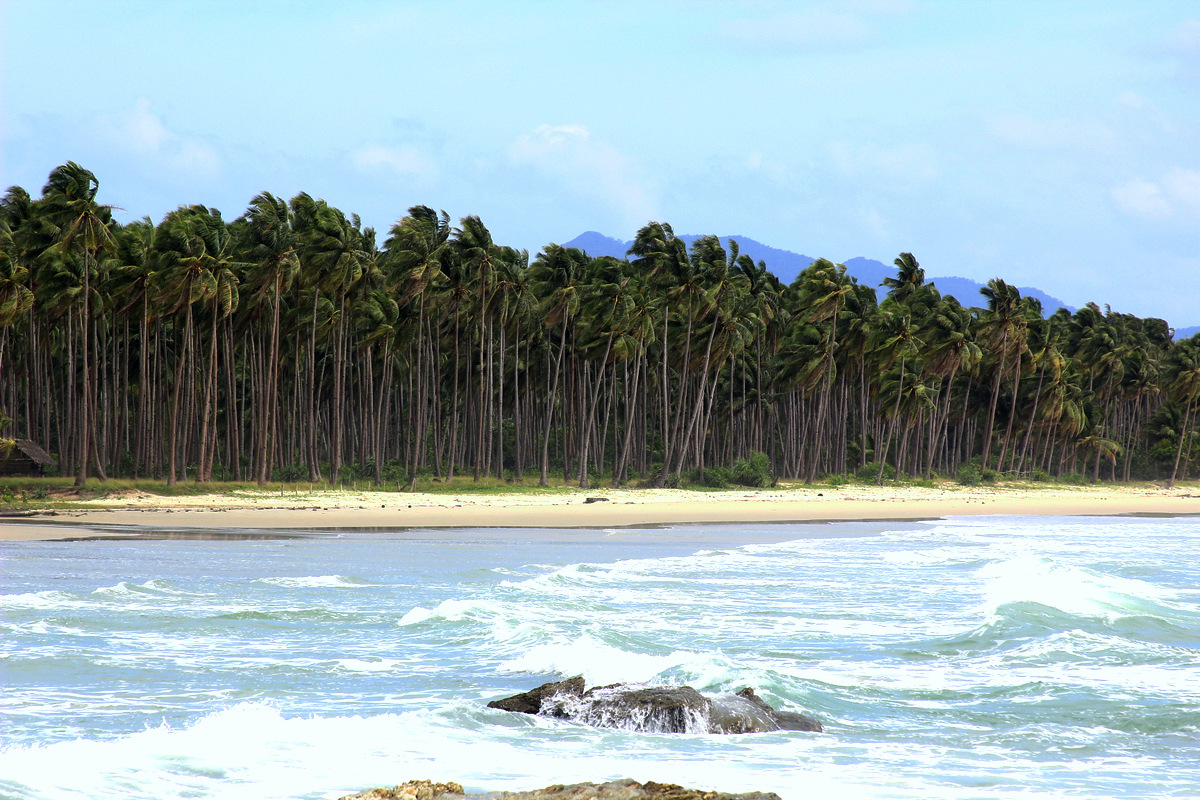
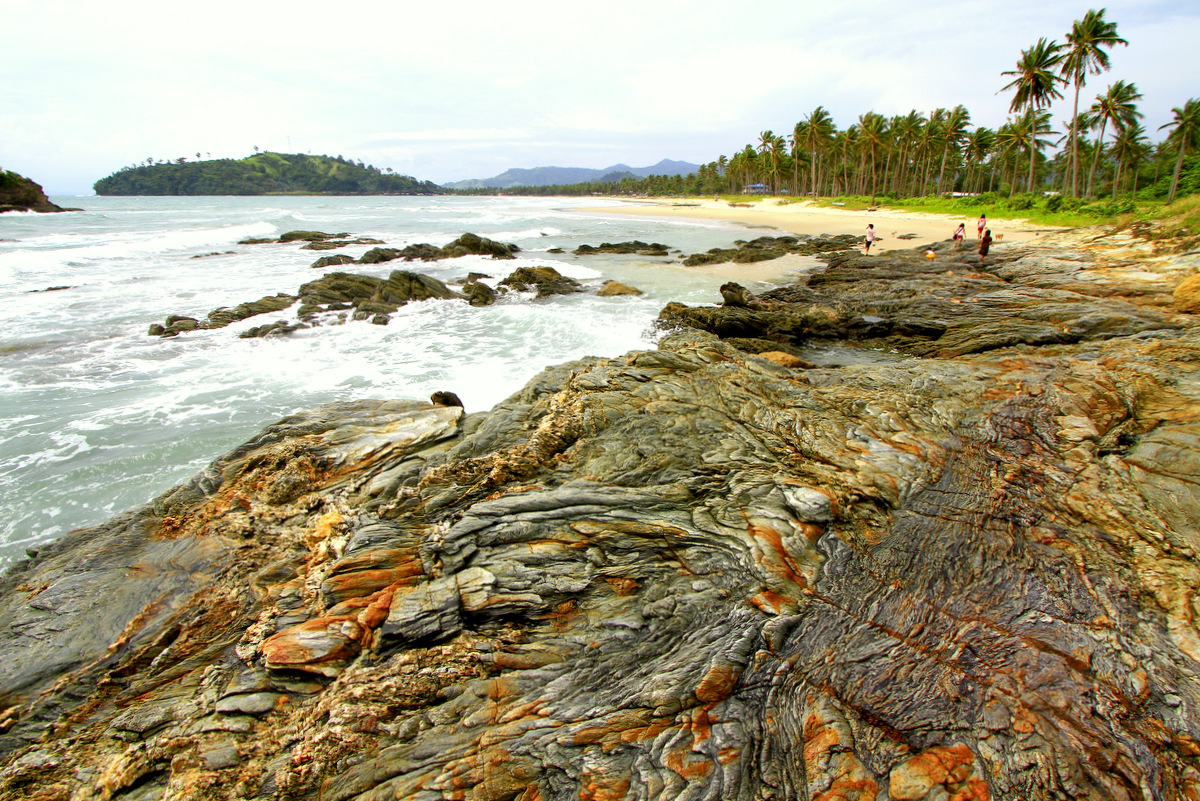
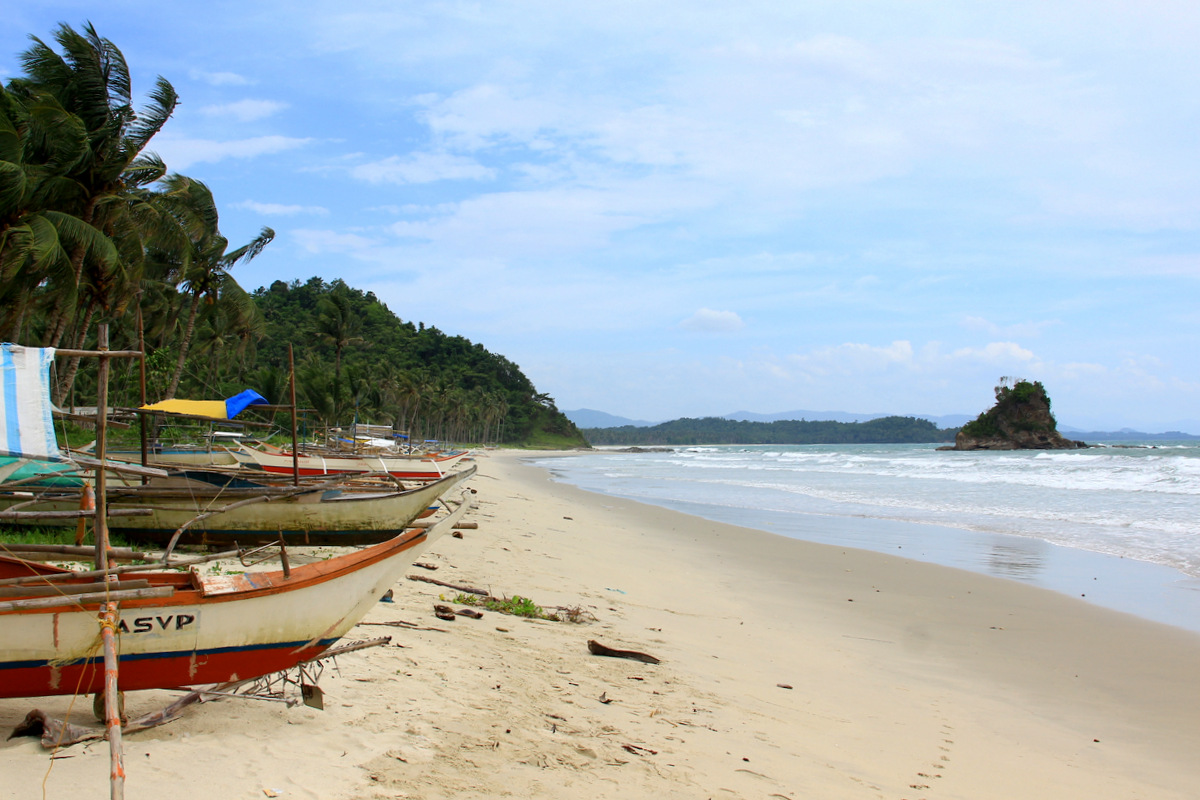
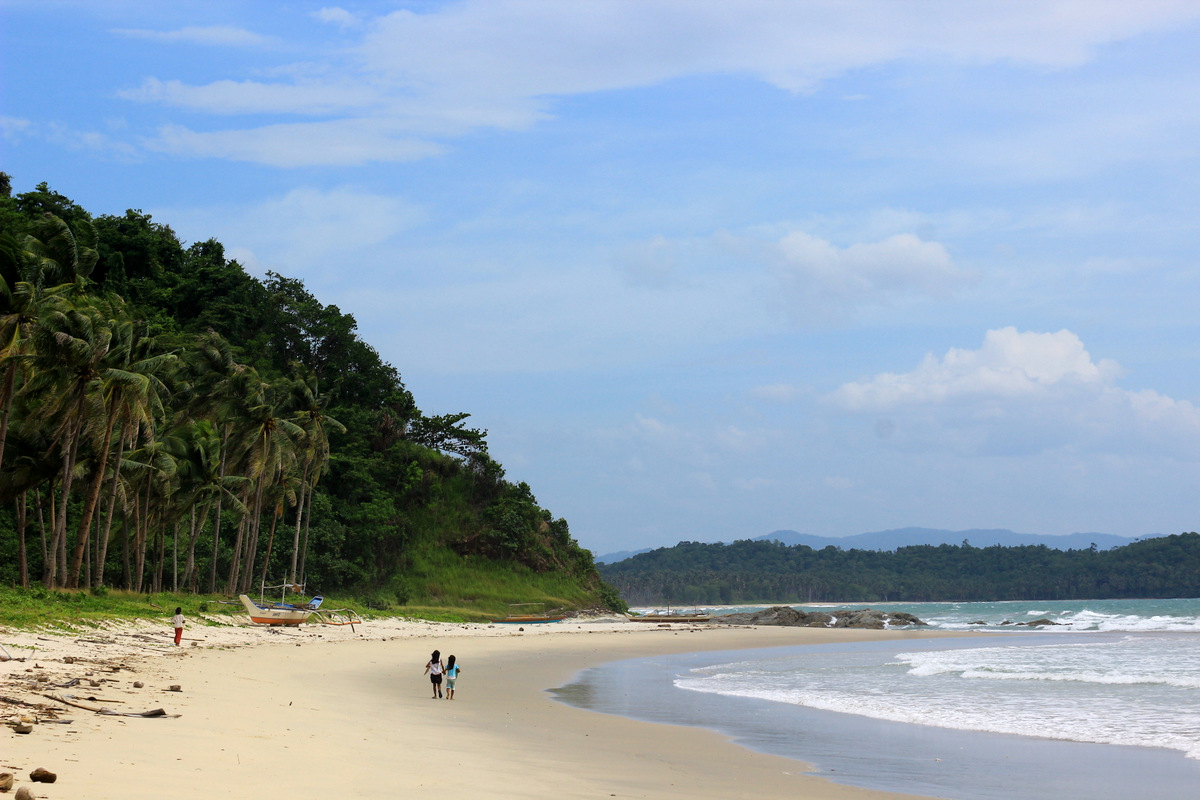